# Бхангарх (форт)
Бхангарх (хинди भानगढ़ दुर्ग) — форт в Индии, Раджастхан, основан во времена махараджи Бхагван Даса, в качестве резиденции его второго сына Мадха Синха.
Сооружения форта находятся под управлением правительства Индии, а также Археологического управления. Правилами управления запрещено оставаться на данной территории после захода Солнца.
Заброшенный, считается местом обитания злых духов, несмотря на храмы, дворцы и хавели.

## География
Расположен между городами Джайпур и Алвар, недалеко от заповедника
Сариска.
Бхангарх расположен в 235 км (146 миль) от Дели, подход к входным воротам форта на последних 2 км (1,2 мили) участка дороги не асфальтирован.

## Легенды проклятия
Существуют две версии проклятия форта. Первая основывается на том, что  садху Баба Балау Натх не позволил строить здания выше его, которое было нарушено Аджабом Сингхом. В результате чего город был разрушен.
Вторая версия связана с принцессой Ратнавати.  Волшебник, сведущий в черной магии, влюбился в нее. Когда принцесса однажды пошла по магазинам со своими друзьями, волшебник увидел, как она покупает иттар (аромат), и заменил иттар любовным зельем. Принцесса, однако, узнала об уловке волшебника и бросила зелье на валун неподалеку. В результате валун покатился к волшебнику и раздавил его насмерть. Но прежде чем быть раздавленным насмерть, он проклял город, заявив, что он скоро будет разрушен и никто не сможет жить в его пределах

## Место обитания призраков
Несмотря на опровержения учёных, суеверия местных жителей, что данное место является убежищем призраков, останется. Они утверждают, что слышали крики и плач женщин, ломающиеся браслеты и странную музыку, доносившуюся из форта. Жители замечали странные звуки и аромат ночью.
Согласно поверью, если человек войдет в форт после захода солнца, он уже никогда оттуда не выйдет. Как и у других народов, на ночь двери закрываются, боясь  покойников, призраков.